# Вільмулімуль
Вільмулімуль — традиційна чукотська страва з субпродуктів оленячої туші.
Оболонкою вільмулімуля служить оленячий шлунок. У нього зливається оленяча кров, кладуться варені нирки, печінка, вуха, смажені копита (з яких попередньо знята рогівка) і губи, а також додаються ягоди і щавель. Набитий шлунок акуратно зашивається і опускається в кетиран (льодовик). Продукт заквашують на зиму. Взимку вільмулімуль зберігається в холодній частині яранги. У їжу вживається навесні.